# モノローグ
モノローグ（英語: Monolog, Monologue, フランス語: Monologue）は、英語・フランス語等のヨーロッパ諸語で独白（どくはく）を意味する語。

## 概説
文学作品、とくに演劇（戯曲）・映画（脚本）で、登場人物が相手なしに一人で独立した台詞をいう演出・表現、およびその台詞自体を指す。「独白」は元来独り言を指す語であった。対義語はダイアローグ、対話。
独演劇（どくえんげき）、モノドラマ（英語: Monodrama）、つまり一人芝居（ひとりしばい）を指すこともある。⇒ モノドラマ

## 分類
モノローグにいくつかの類型がある。以下はその一例である：
- 独り言（英: soliloquy）: 周囲に人が居ない状況で発声されたモノローグ[6]
- 傍白（英: aside）: 周囲の人は演出上聞こえないというお約束のうえで発声されたモノローグ[7]。心の声とも。